# Mine de Meandu
La mine de Meandu est une mine à ciel ouvert de charbon située dans le Queensland en Australie. Elle est située à proximité de la centrale thermique de Tarong qu'elle alimente.